# يي وون
يي وون (هانغل: 이원) هو شخصية أعمال كوري جنوبي، ولد في 23 سبتمبر 1962 في سول في كوريا الجنوبية.